# Guanajuato (by)
21°1′11.633″N 101°15′44.032″V / 21.01989806°N 101.26223111°V
 For alternative betydninger, se Guanajuato. (Se også artikler, som begynder med Guanajuato)
Guanajuato er hovedstad i delstaten af samme navn, Guanajuato. Byen ligger 275 km nordvest for Mexico City på 21,02° nord, 101,28° vest, 2000 meter over havoverfladen. Det anslåede indbyggertal var i 2003 78.000.
Guanajuato blev grundlagt som landsby i 1554 og opnåede i 1741 status som by. Byen er kendt for en mængde arkitektur fra den spanske kolonitid.
I Panteon-katakomberne i den vestlige del af byen, er et berømt gravsted som er bemærkelsesværdigt på grund af de naturlige mumier, som dannes på 
stedet.
Byen var fødested for kunstneren Diego Rivera. 
Hvert år i oktober afholder byen cervantino, en kunstfestival opkaldt efter Miguel de Cervantes.